# Kim Eon
Kim Eon es un poeta coreano.

## Biografía
Kim Eon nación en 1973 en Busan, Corea del Sur. Debutó como poeta en 1998 con la publicación de seis poemas, incluido "Los girasoles", en la publicación Poesía y pensamiento. Kim Eon es un fundamentalista de la poesía que cree que cambiar el mundo debe empezar por cambiar el lenguaje, por eso se puso el seudónimo de "Eon", que significa "lenguaje".

## Obra
Kim Eon ha publicado muchas recopilaciones de poesía, incluyendo La tumba que respira (Cheonyeonuuisijak, 2003), El gigante (Random House Korea, 2005) y Escribamos una novela (Minumsa, 2009). Simboliza su viaje poético con un "gigante" que ha salido de una "tumba que respira" escribiendo una "novela". El crítico Sin Hyeongcheol dijo con respecto a su obra que no son poemas que se comenten en blogs, advirtiendo que leer más de tres de sus poemas al día probablemente haría que le explotara la cabeza al lector, pero aun así son poemas que se han de leer. 
Según Yi Jangwuk son poemas imposibles de traducir. Se pueden confundir con poemas ininteligibles, pero son poemas creativos que hacen posible imaginarse "otros poemas". En ese respecto, Kim Eon es un poeta que nunca para de explorar el mundo, la naturaleza de la existencia y los principios del lenguaje. Busca decir lo que no se puede decir, para comunicar cosas que no es posible comunicar.
En su poesía la cuestión última respecto a la poesía no es diferente a la exploración extrema del lenguaje, la cual no es diferente de una investigación fundamental del dominio de la poesía. Esa puede ser la razón por la que ha publicado una recopilación de poesía bajo el título Escribamos una novela. No quiere decir que realmente vaya a escribir una novela sino que escribirá un tipo diferente de poesía.

## Premios
- Fondo Daesan de literatura creativa en 2006
- Premio Midang de literatura (2009)

## Obras en coreano (lista parcial)
- La tumba que respira (Cheonyeonuisijak, 2003)
- El gigante (Random House Korea, 2005)
- Escribamos una novela (Minumsa, 2009)